# داز ۳دی
داز ۳دی (انگلیسی: Daz 3D) شرکت نرم‌افزار آمریکایی است، که در سال ۲۰۰۰ تأسیس شد.